# Leopolis Jazz Fest

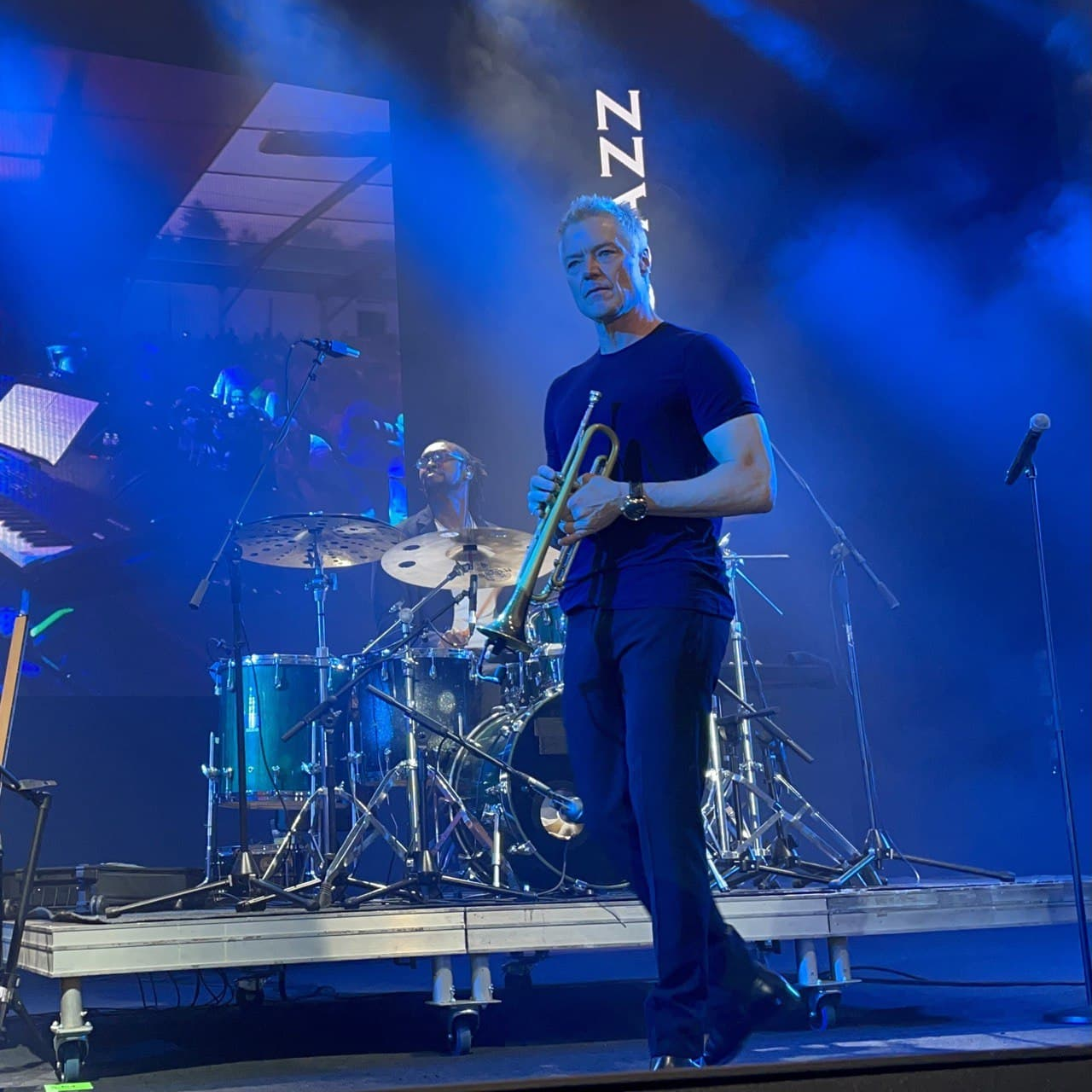
Chris Botti podczas Leopolis Jazz Fest w 2021 r.

Leopolis Jazz Fest (do 2017 roku pod nazwą Alfa Jazz Fest) – międzynarodowy festiwal jazzowy, który corocznie odbywa się w formacie open-air w czerwcu we Lwowie. Pierwszy festiwal odbył się w 2011 roku. „The Guardian” umieścił Alfa Jazz Fest w listę najlepszych europejskich jazz-festiwali.
Inicjatorem powstania festiwalu jest urodzony we Lwowie Michaił Fridman, jeden z akcjonariuszy Alfa-Bank Ukraina. Sponsorem tytularnym festiwalu do 2017 roku był „Alfa Bank Ukraina”, w związku z czym festiwal nosił nazwę „Alfa Jazz Fest”. W 2017 roku została podjęta decyzja o zmianie nazwy festiwalu na Leopolis Jazz Fest, aby bardziej podkreślić lokalizację Festiwalu (Leopolis jest jedną z dawnych nazw Lwowa).
W 2017 roku, po zmianie nazwy festiwalu, zarządzanie festiwalem zostało przekazane komitetowi organizacyjnemu. W tej chwili wszystkie znaki towarowe i prawa autorskie należą do komitetu organizacyjnego. Festiwalem zarządza zespół menedżerów.
Organizator festiwalu: NGO „LEOPOLIS JAZZ”. 18 września 2024 roku zarejestrowano utworzenie podmiotu prawnego organizacji pozarządowej „LEOPOLIS JAZZ”. Głównym kierunkiem działalności Organizacji jest rozwój i popularyzacja muzyki jazzowej na Ukrainie. Założycielami Organizacji są przedstawiciele zespołu festiwalowego.
Festiwal tradycyjnie odbywa się na trzech scenach:
- Scena główna w Parku Kultury im. Bohdana Chmielnickiego –scena Eddiego Rosnera (wejście z biletami)
- Scena na Rynku w centrum miasta (wejście darmowe)
- Scena w zabytkowej części miasta – na dziedzińcu Pałacu Potockich (wejście darmowe)

Oprócz koncertów międzynarodowych gwiazd jazzu podczas festiwalu odbywają się jam sessions, warsztaty mistrzowskie i spotkania z artystami, włącznie z możliwością zdobycia autografów światowych muzyków jazzowych. Corocznie w ramach festiwalu we Lwowie odbywa się wręczenie Międzynarodowej Nagrody Muzycznej Leopolis Jazz Music Awards im. Eddiego Rosnera (do 2017 roku pod nazwą „Alfa Jazz Music Awards”). Nagroda ma na celu wyróżnienie muzyków, którzy całokształtem swojej pracy twórczej przyczynili się do rozwoju muzyki jazzowej, jak również po to, by dalej popularyzować jazz. Zwycięzca jest wybierany w drodze głosowania członków szerokiego grona ekspertów, wśród których znajdują się krytycy muzyczni, wybitni działacze kultury, działacze publiczni, politycy, dziennikarze i przedsiębiorcy z różnych krajów świata.

## Historia
Alfa Jazz Fest 2011
Pierwszy Międzynarodowy festiwal jazzowy Alfa Jazz Fest odbył się we Lwowie w dniach od 3 do 5 czerwca 2011 roku. Headlinerze Alfa Jazz Fest 2011: Spyro Gyra (USA), John Scofield (USA), Ron Carter (USA), Bill Evans (USA), Jeff Lorber Fusion Superband (USA).
Alfa Jazz Fest 2012
W dniach od 1 do 3 czerwca 2012 roku odbył się drugi Międzynarodowy festiwal jazzowy Alfa Jazz Fest, który odwiedziło ponad 30 000 gości z różnych krajów. Headlinerze Alfa Jazz Fest 2012: Kenny Garrett (USA), Richard Bona Band (Bolivia), Cassandra Wilson (USA), John Patitucci Trio (USA), Gino Vannelli Band (Canada), John McLaughlin the 4th dimension (UK).
W 2012 roku w ramach festiwalu po raz pierwszy odbyło się wręczenie Międzynarodowej nagrody muzycznej „Alfa Jazz Fest Awards” im. Eddiego Rosnera. Zdobywcą nagrody został John McLaughlin – gitarzysta brytyjski, grający w stylu jazz-fusion.
Alfa Jazz Fest 2013
W dniach od 13 do 16 czerwca 2013 r. odbył się trzeci Międzynarodowy festiwal jazzowy Alfa Jazz Fest. Headlinerze Alfa Jazz Fest 2013: Dirty Dozen Brass Band (USA) Avishai Cohen (Izrael) Till Brönner (Niemcy) Al Di Meola (USA) Charlie Haden Quartet West (USA) Bobby McFerrin (USA). 15 czerwca 2013 na gali-koncercie odbyła się ceremonia wręczenia Międzynarodowej nagrody muzycznej „Alfa Jazz Fest Awards” im. Eddiego Rosnera, którą otrzymał Charlie Haden – kontrabasista amerykański, czterokrotny zdobywca nagrody Grammy Award.
Alfa Jazz Fest 2014
Czwarty Międzynarodowy festiwal jazzowy Alfa Jazz Fest odbył się w dniach 12–15 czerwca 2014. Headlinerze Alfa Jazz Fest 2014: Larry Carlton, Dee Dee Bridgewater, Eliane Elias, Miles Electric Band, Lucky Peterson i Charles Lloyd, który został zdobywcą Międzynarodowej nagrody muzycznej Alfa Jazz Fest Awards im. Eddiego Rosnera. Ceremonia wręczenia Nagród odbyła się 14 czerwca 2014 roku.
Koncerty ostatniego dnia festiwalu zostały odwołane w związku z zapowiedzianej na Ukrainie żałobą po ofiarach ukraińskich wojskowych na wschodzie państwa.
Alfa Jazz Fest 2015
Piąty jubileuszowy festiwal jazzowy „Alfa Jazz Fest” odbył się w dniach od 25 do 29 czerwca 2015. W ciągu pięciu dni we Lwowie wystąpiły ponad 100 muzyków z 10 krajów: Niemiec, Austrii, USA, Japonii, Szwecji, Kuby, Francji, Polski i Ukrainy. Wśród najbardziej znanych – legendy amerykańskiego jazzu Herbie Hancock, George Benson, Wayne Shorter, Mike Stern, klarnecista kubański Paquito D’Rivera, a także Hiromi, jazzowa pianistka pochodząca z Japonii.
Zdobywcą Międzynarodowej nagrody muzycznej „Alfa Jazz Fest Awards” im. Eddiego Rosnera w 2015 roku został Herbie Hancock, zdobywca 14 nagród Grammy, jeden z najbardziej wpływowych muzyków jazzowych XX wieku. Ceremonia wręczenia Nagród tradycyjnie odbyła się w dniach festiwalu we Lwowie.
Alfa Jazz Fest 2016
Szósty Międzynarodowy festiwal jazzowy Alfa Jazz Fest odbył się w dniach od 24 do 28 czerwca 2016. Tradycyjnie na trzech scenach w centrum Lwowa wystąpili jazzowi wykonawcy USA, Europy i Ukrainy. Headlinerze Alfa Jazz Fest 2016: Pat Metheny razem z Antonio Sanchezem, Linda Oh & Gwilym Simcock, Branford Marsalis Quartet z Kurtem Ellingiem, Arturo Sandoval, Dianne Reeves razem z Peterem Martinem, Romero Lubambo, Reginald Veal, Terreon Gully, Esperanza Spalding. W ramach festiwalu tradycyjnie odbyła się ceremonia wręczenia Międzynarodowej nagrody muzycznej Alfa Jazz Fest Awards im. Eddie Rosner, której zdobywcą został się Pat Metheny.
Alfa Jazz Fest 2017
W dniach od 23 do 27 czerwca 2017 odbył się siódmy Międzynarodowy festiwal jazzowy Leopolis Jazz Fest. Wśród headlinerów Leopolis Jazz Fest 2017 byli: Gordon Goodwin’s Big Phat Band; Buika; Yellowjackets; China Moses; Gregory Porter; Chucho Valdés; trio „Mare Nostrum”: Paolo Fresu, Richard Galliano, Jan Lundgren; Herbie Hancock; Chick Corea Elektric Band. Również w ramach festiwalu został przedstawiony wspólny projekt legend jazzu i muzyków ukraińskich – izraelski kontrabasista jazzowy, kompozytor, wokalista i aranżer Awiszaj Kohen wykonał swoje utwory wraz z Akademicką orkiestrą symfoniczną „INSO-Lwów”. Tradycyjnie w 2017 roku została zaprezentowana szeroka geografia uczestników: na festiwalu wystąpiły zespoły z Austrii, Wielkiej Brytanii, Izraela, Hiszpanii, Włoch, Kuby, Niemiec, Luksemburgu, USA, Polski, Turcji, Ukrainy, Francji, Czech, Szwajcarii, Szwecji. W zaledwie 5 dni festiwal odwiedziło ponad 200 muzyków z 15 krajów świata.
Zdobywcą Międzynarodowej nagrody muzycznej „Leopolis Jazz Fest Awards” im. Eddiego Rosnera w 2017 roku został Chucho Valdés. Ceremonia wręczenia Nagrody tradycyjnie odbyła się w dniach festiwalu. W ramach Alfa Jazz Fest 2017 również odbywały się klasy mistrzowskie, wystawy fotografii, pokazy filmów o jazzie i dżem-sessions.
Leopolis Jazz Fest 2018
8. Międzynarodowy Festiwal Jazzowy Leopolis Jazz Fest odbył się pomiędzy 27 czerwca i 1 lipca 2018 r. we Lwowie. Podczas pięciu dni Festiwalu ponad 170 artystów z 16 krajów zagrało na trzech różnych scenach miejskich.
Goście specjalni Leopolis Jazz Fest 2018 to m.in. legenda jazzowej awangardy saksofonista oraz flecista Charles Lloyd & The Marvels, Bill Frisell, Reuben Rogers, Eric Harland oraz Greg Leisz, jak również Jamie Callum, światowej sławy brytyjski wokalista jazzowy, pianista i kompozytor oraz laureat nagrody Ronnie Scotts Jazz. W festiwalu uczestniczyli także: R+R=NOW (Reflect + Respond = Now), projekt stworzony przez potrójnego laureata nagrody Grammy Roberta Glaspera; wiodący gitarzysta jazzu i fusion oraz laureat Grammy Lee Ritenour, jak również Dave Grusin – amerykański kompozytor, aranżer, producent, pianista, koncertmistrz i dziesięciokrotny laureat nagrody Grammy; Melvin Lee Davis, Wes Ritenour oraz Ahmad Jamal – wybitny amerykański pianista jazzowy, kompozytor i aranżer; Jacob Collier – wokalista, kompozytor, aranżer oraz multiinstrumentalista. Mario Biondi – włoski wokalista soulowy; Stefano Bollani – Napoli Trip – włoski wirtuoz fortepianu, kompozytor, wokalista i dziennikarz telewizyjny, który wystąpił razem z Napoli Trip; Marcus Miller – amerykański multiinstrumentalista jazzowy, kompozytor, producent, aranżer or dwukrotny laureat nagrody Grammy.
Lars Danielsson Group Liberetto III & INSO-Lviv również wzięli udział w Leopolis Jazz Fest w ramach wyjątkowego programu artystycznego, stworzonego dla widowni Festiwalu przez aranżera, kompozytora i jednocześnie multiintrumentalistę smyczkowego Larsa Danielssona razem z Symfoniczną Orkiestrą Akademicką INSO-Lviv.
Najlepsi muzycy jazzowi z całego wystąpili w tym roku na scenach Leopolis Jazz Fest, w tym m.in. ze Stanów Zjednoczonych, Wielkiej Brytanii, Szwecji, Ukrainy, Włoch, Francji, Austrii, Szwajcarii, Izraela, Niemiec, Turcji, Kanady, Polski, Danii, Litwy i Luksemburga.
Ahmad Jamal został laureatem Międzynarodowej Nagrody Eddie Rosnera festiwalu Leopolis Jazz Fest 2018.
W ciągu ostatnich kilku lat ukraińska tradycja koncertów z okazji dnia niepodległości została włączona do tradycji Festiwalu. W ramach Leopolis Jazz Fest 2018 grupa ONUKA wystąpiła z koncertem niepodległościowym 28 lipca 2018 r. na scenie w Rynku we Lwowie.
W ramach obchodów Dnia Kanady 1 lipca 2018 r. Ambasada Kanadyjska na Ukrainie przygotowała unikalny program dla gości festiwalowych: wizytę w Domu Kanadyjskim/Maison du Canada składającą się z tradycyjnej degustacji naleśników na śniadanie, wystawy w Domu Kanadyjskim, ulicznego lodowiska hokejowego, jak również występów kanadyjskich muzyków.
W 2018 roku Leopolis Jazz Fest rozpoczął współpracę z USAID. Wystartował również projekt partnerski z prgramem Join Up! promującym aktywność publiczną, mający na celu wzmocnienie świadomości ekologicznej oraz zwiększenie ogólnej dostępności festiwalu. Podczas festiwalu odbył się cykl warsztatów otwartych dla pracowników oraz wolontariuszy na temat ekologii oraz dostępności przestrzeni dla osób niepełnosprawnych.
Festiwal zadbał o odpowiednią infrastrukturę dla osób niepełnosprawnych w postaci specjalnych podestów umiejscowionych blisko scen, ramp, gumowych oraz metalowych pokryć powierzchni, jak również przystosowanych toalet.
W celu promowania świadomości ekologicznej podczas festiwalu Leopolis Jazz Fest zostały wykorzystanie kosze na śmieci do segregacji odpadów. Stworzono także specjalny plac zabaw dla dzieci pod nazwą „Segregujmy Odpady”.
Tradycyjnie Leopolis Jazz Fest oferuje trzy publiczne strefy piknikowe wyposażone w duże ekrany LED, na których transmitowane są na żywo koncerty ze sceny głównej. Goście festiwalu mogli wziąć udział w warsztatach, jam sessions czy projekcjach kinowych unikatowych nagrań oraz filmów jazzowych, specjalnie wyselekcjonowanych dla gości festiwalu przez wybitnego ukraińskiego znawcę jazzu, Leonida Goldsteina.

## Leopolis Jazz Fest 2019
W dniach od 26 do 30 czerwca 2019 roku we Lwowie odbyła się IХ edycja festiwalu. W ciągu 5 dni na scenach Leopolis Jazz Fest wystąpiło około 300 muzyków z 15 krajów świata.

### Zaproszeni goście
Wśród gwiazd w 2019 roku znaleźli się: Adrien Brandeis (młody francuski pianista jazzowy i kompozytor z wieloma nagrodam), Snarky Puppy, Etienne Mbappe & the Prophets (kameruński gitarzysta basowy i kompozytor), Kenny Barron (amerykański kompozytor, aranżerzer) z kwintetem, Jon Cleary (pianista, multiinstrumentalista, wokalista, kompozytor) z zespołem The Absolute Monster Gentlemen, Chick Corea z projektem My Spanish Heart Band, Peter Cincotti i jedna z najbardziej znanych brytyjskich śpiewaczek Lisa Stansfield. Po raz pierwszy na Ukrainie wystąpiła kanadyjska piosenkarka i pianistka Diany Krall. Wraz z nią na scenie pojawił się zespół muzyków, a wśród nich: saksofonista Joe Lovano, gitarzysta Marc Ribot, kontrabasista Robert Hurst i sławny perkusista Karriem Riggins. Na scenie w parku Bogdana Chmielnickiego wystąpił amerykański wokalista jazzowy Bobby McFerrin, któremu towarzyszył 80 osobowy chór złożony z: członków Chóru Lwowskiej Narodowej Akademii Muzycznej, grupy acapella ManSound and United People, Jamala, LAUD, Laura Marti, Kristina Marti, Olya Chernyshova, Liza Bairak i Uliana Holinei.

### Inne atrakcje
Dla gości i mieszkańców Lwowa były dwie sceny w centrum miasta z bezpłatnym wstępem – na Rynku i na dziedzińcu Pałacu Potockich. Odbyły się też koncerty z udziałem czołowych europejskich grup i zespołów z Austrii, Danii, Izraela, Włoch, Litwy, Luksemburga, Niemiec, Turcji, Węgier, Francji i Szwajcarii. Dla gości festiwalu czekały dwie bezpłatne strefy piknikowe oraz jarmark z pamiątkami, strefa rozrywki dla dzieci, punkty gastronomiczne, koncerty zwycięzców festiwalu muzyki ulicznej. W Dniu Konstytucji Ukrainy, na Rynku wystąpili TNMK, Shid-Side i big-band Dennis Adu z ekskluzywnym show «Jazzy DeLuxe». Tradycyjnie podczas festiwalu zostały zorganizowane kursy mistrzowskie dla muzyków i studentów Lwowskiej Narodowej Akademii Muzycznej im. Mykoły Łysenki.

### Nagrody
Laureatem Międzynarodowej Nagrody Muzycznej Leopolis Jazz Music Award im. Eddiego Rosnera został Kenny Barron.

## Leopolis Jazz Fest 2020
Leopolis Jazz Fest 2020 został przełożony na 2021 rok. X rocznicę festiwalu zaplanowano na 25–29 czerwca 2020 roku we Lwowie. Decyzja o odłożeniu festiwalu została podjęta z powodu rozprzestrzeniania się COVID-19 na dużą skalę. Nowe daty festiwalu Leopolis Jazz Fest: 24–28 czerwca 2021 (czwartek-poniedziałek).

## Leopolis Jazz Fest 2021
Dziesiąty festiwal Leopolis Jazz Fest odbył się w dniach 24–28 czerwca 2021 roku. Przez pięć dni na scenach Leopolis Jazz Fest występowało około 200 muzyków z 18 krajów.
Gwiazdami Leopolis Jazz Fest 2021 zostali: Seal, Chris Botti, Avishai Cohen Trio „Arvoles”, Kamasi Washington, Jazz at Lincoln Center Orchestra with Wynton Marsalis, Jan Lundgren, Harold López-Nussa, Itamar Borochov, Kathrine Windfeld, Pianoboy.
Dla gości i mieszkańców Lwowa przygotowano dwie sceny w centrum miasta z bezpłatnym dostępem – na Rynku oraz na dziedzińcu Pałacu Potockich. W koncertach wzięły udział czołowe europejskie zespoły i grupy z Austrii, Włoch, Hiszpanii, Litwy, Luksemburga, Niemiec, Polski, Turcji, Francji, Szwecji i Szwajcarii. Większość występów na tych scenach tradycyjnie wspierały ambasady i instytuty.
Festiwal odbył się z zachowaniem wszelkich przepisów dotyczących kwarantanny w związku z epidemią koronawirusa.
Zorganizowano trzy strefy piknikowe, na których na ekranach LED transmitowano koncerty Sceny Głównej im. Eddiego Rosnera. Największy teren piknikowy znajdował się na terenie stadionu „Junist” w Parku im. Bohdana Chmielnickiego. Przygotowano także strefę piknikową Kyivstar w pobliżu dolnego wejścia do parku, a przy górnym wejściu do parku znajdował się teren piknikowy Staropramen.
Wynton Marsalis wygrał międzynarodową premierę muzyczną Leopolis Jazz Music Awards 2021.
Podczas festiwalu we Lwowie tradycyjnie odbyły się kursy mistrzowskie dla muzyków i słuchaczy we Lwowskiej Narodowej Akademii Muzycznej im. Mikołaja Łysenki.

## Leopolis Jazz Fest 2022 / 2023
Festiwal został odwołany z powodu wojny Rosji z Ukrainą. Zespół festiwalowy angażuje muzyków na rzecz międzynarodowego wsparcia Ukrainy:
- na Międzynarodowy Dzień Jazzu 2023 zorganizowano charytatywną transmisję online koncertu Lars Danielsson Group Liberetto III & INSO-Lviv z Leopolis Jazz Fest 2018;
- w tradycyjne dni festiwalowe (ostatni weekend czerwca) w 2023 roku – charytatywne transmisje online Leopolis Jazz Weekend, podczas których każdy może przekazać darowiznę za pośrednictwem UNITED24 – oficjalnej platformy zbiórki funduszy Ukrainy.